# Mezinárodní rada památek a sídel
Mezinárodní rada památek a sídel (v originále International Council on Monuments and Sites, odtud zkratka ICOMOS) je mezinárodní organizace, která se zabývá ochranou kulturního dědictví po celém světě. Organizace byla založena v roce 1965, přičemž popud pro její vznik byl dán již Benátskou chartou z roku 1964. ICOMOS sídlí v Paříži a ohledně Světového dědictví je hlavním poradním orgánem UNESCO.